# مصفوفة توبليتز
مصفوفة توبلتزفي الجبر الخطي (بالإنجليزية: Toeplitz matrix)‏، والمسماة نسبة لأوتو توبلتز، هي مصفوفة تكون فيها الأقطار مرتبة تنازليا، بحيث يحتوي كل قطر على نفس العناصر. 
على سبيل المثال: المصفوفة التالية تمثل مصفوفة توبلتز لأنها تحتوي نفس العناصر على أقطارها (البداية تكون من اليسار العلوي إلى اليمين السفلي).
{\displaystyle {\begin{bmatrix}a&b&c&d&e\\f&a&b&c&d\\g&f&a&b&c\\h&g&f&a&b\\i&h&g&f&a\end{bmatrix}}.}
المصفوفة A ذات الأبعاد  n×n  تعتبر مصفوفة توبلتز بشكلها العام.
{\displaystyle A={\begin{bmatrix}a_{0}&a_{-1}&a_{-2}&\ldots &\ldots &a_{-(n-1)}\\a_{1}&a_{0}&a_{-1}&\ddots &&\vdots \\a_{2}&a_{1}&\ddots &\ddots &\ddots &\vdots \\\vdots &\ddots &\ddots &\ddots &a_{-1}&a_{-2}\\\vdots &&\ddots &a_{1}&a_{0}&a_{-1}\\a_{n-1}&\ldots &\ldots &a_{2}&a_{1}&a_{0}\end{bmatrix}}}
بوصف العناصر في الصف i والعمود j بالرمز Ai,j ، عندها تنطبق الصيغة التالية:
{\displaystyle A_{i,j}=A_{i+1,j+1}=a_{i-j}.\ }
مثلا لو نظرنا إلى العنصر {\displaystyle a_{1}}. الأول من اليسار (الصف 1 والعمود 1)، ثم زدنا عدد الصفوف والأعمدة بقيمة 1 فإننا ننتقل إلى الصف الثاني والعمود الثاني لنجد نفس العنصر {\displaystyle a_{1}}. وهكذا حتى نهاية المصفوفة. مصفوفة توبلتز ليست بالضرورة مصفوفة مربعة.

## خصائص عامة
مصفوفة توبليتز يمكن تعريفها كمصفوفة  {\displaystyle A} ذات العناصر  Ai,j = ci−j للقيم c1−n … cn−1.
يمكن إتمام عملية الجمع لمصفوفتين توبليتز في زمن قدره  (O(n  والضرب بزمن  O(n)2، كما أن مصفوفة توبلتز مرتبطة بشكل قوي بمصفوفات فورير. 
إذا كانت مصفوفة توبليتز مربعة ومنتظمة بحيث تكون عناصر الأقطار مساوية لعناصر الأقطار المقابلة تسمى هذه الخاصية ersymmetry. 
ترتبط مصفوفة توبليتز أيضا بشكل قوي بمصفوفة فورييه، لان عملية الضرب للمصفوفة بمتجه معين تقابل عملية الإلتفاف (convolution) ببعد مخفض. على سبيل المثال لو تم إرسال إشارة رقمية {\displaystyle x}. ذات العناصر
{\displaystyle x=\{4,4,1,1,1\}} عبر نظام خطي غير متغير زمنيا (LTI system) والذي له استجابة نبضية رقمية قيمتها
{\displaystyle h=\{3,2,2,3\}}، فبدلا من تطبيق الالتفاف الذي يصبح معقدا بين إشارة المدخل {\displaystyle x}. والاستجابة النبضية للنظام {\displaystyle h}، نحصل على نفس النتيجة بعملية ضرب بين مصفوفة توبليتز المكونة من {\displaystyle h} بالمتجه {\displaystyle x}.

## التفاف رياضي متقطع (رقمي)
عملية الإلتفاف الرياضية يمكن أيضا تطبيقها باستخدام الضرب المصفوفي، بحيث يتم تحويل أحد المدخلين (إشارة المدخل أو الاستجابة نبضية) إلى مصفوفة توبليتز وتضرب هذه المصفوفة بالمدخل الآخر لنحصل على النتيجة لعملية الالتفاف. على سبيل المثال، ضرب التفاف استجابة نظام معين النبضية :{\displaystyle h} لإشارة مدخلية :{\displaystyle x}  يعطي قيمة المخرج :{\displaystyle y}.
{\displaystyle y=h\ast x={\begin{bmatrix}h_{1}&0&\ldots &0&0\\h_{2}&h_{1}&\ldots &\vdots &\vdots \\h_{3}&h_{2}&\ldots &0&0\\\vdots &h_{3}&\ldots &h_{1}&0\\h_{m-1}&\vdots &\ldots &h_{2}&h_{1}\\h_{m}&h_{m-1}&\vdots &\vdots &h_{2}\\0&h_{m}&\ldots &h_{m-2}&\vdots \\0&0&\ldots &h_{m-1}&h_{m-2}\\\vdots &\vdots &\vdots &h_{m}&h_{m-1}\\0&0&0&\ldots &h_{m}\end{bmatrix}}{\begin{bmatrix}x_{1}\\x_{2}\\x_{3}\\\vdots \\x_{n}\end{bmatrix}}}
{\displaystyle y^{T}={\begin{bmatrix}h_{1}&h_{2}&h_{3}&\ldots &h_{m-1}&h_{m}\end{bmatrix}}{\begin{bmatrix}x_{1}&x_{2}&x_{3}&\ldots &x_{n}&0&0&0&\ldots &0\\0&x_{1}&x_{2}&x_{3}&\ldots &x_{n}&0&0&\ldots &0\\0&0&x_{1}&x_{2}&x_{3}&\ldots &x_{n}&0&\ldots &0\\\vdots &\vdots &\vdots &\vdots &\vdots &\ldots &\vdots &\vdots &\ldots &0\\0&\ldots &0&0&x_{1}&\ldots &x_{n-2}&x_{n-1}&x_{n}&\vdots \\0&\ldots &0&0&0&x_{1}&\ldots &x_{n-2}&x_{n-1}&x_{n}\end{bmatrix}}.}
يمكن توسعة هذه الصيغة لحساب الترابط التلقائي أو الترابط المتداخل (cross-correlation) أوالوسيط المتغير.